# Emma (2020)
Emma (estilizado como Emma.) é um filme britânico de comédia romântica de 2020 dirigido por Autumn de Wilde, é escrito por Eleanor Catton e baseado no romance homônimo de Jane Austen, de 1815. A história segue Emma Woodhouse, uma jovem rica e elegante que vive com seu pai na Inglaterra em meio a era da regência inglesa, que participa de encontros e interfere na vida romântica das pessoas próximas a ela. É estrelado por Anya Taylor-Joy, Mia Goth, Johnny Flynn, Josh O'Connor, Bill Nighy, Miranda Hart e Callum Turner.
Emma foi lançado no Reino Unido em 14 de fevereiro de 2020 e nos Estados Unidos em 21 de fevereiro de 2020 pela Universal Pictures. Recebeu críticas positivas, com ênfase nas atuações e na produção geral. Chegou a arrecadar US$ 26,5 milhões em todo o mundo contra seu orçamento de US$ 10 milhões. O filme recebeu duas indicações ao Óscar, sendo de Melhor Figurino e Melhor Maquiagem e Penteados no 93º Óscar, bem como uma indicação de Melhor Figurino no 74º British Academy Film Awards, três indicações no 26º Critics' Choice Awards e um Globo de Ouro de Melhor Atriz em Comédia ou Musical (para Taylor-Joy) no 78º Globo de Ouro.

## Elenco
- Anya Taylor-Joy como Emma Woodhouse
- Mia Goth como Harriet Smith
- Johnny Flynn como George Knightley
- Miranda Hart como Srta. Bates
- Bill Nighy como Sr. Woodhouse
- Josh O'Connor como Reverendo Vicar Elton
- Callum Turner como Frank Churchill
- Amber Anderson como Jane Fairfax
- Rupert Graves como Sr. Weston
- Gemma Whelan como Srta. Taylor/Sra. Weston
- Tanya Reynolds como Sra. Augusta Elton
- Connor Swindells como Robert Martin
- Oliver Chris como John Knightley
- Chloe Pirrie como Isabella Knightley
- Angus Imrie como Bartholomew
- Nicholas Burns como Sr. Cole

## Produção
Em outubro de 2018, Anya Taylor-Joy foi escalada para a adaptação cinematográfica de Emma, com a fotógrafa Autumn de Wilde fazendo sua estreia como diretora de filmes. Em dezembro do mesmo ano, Johnny Flynn juntou-se ao elenco.
Em março de 2019, Bill Nighy, Mia Goth, Josh O'Connor, Callum Turner, Miranda Hart, Rupert Graves, Gemma Whelan, Amber Anderson e Tanya Reynolds foram escalados para o filme. Alexandra Byrne foi a figurinista do filme. As filmagens começaram em 18 de março de 2019 e estavam programadas para serem concluídas em 24 de maio, mas acabaram sendo encerradas em 6 de junho de 2019.
A casa Firle Place, em East Sussex, foi usada para retratar o exterior da casa de Emma. Outros locais de filmagem incluem Lower Slaughter (exteriores) em Cotswolds substituindo a vila de Highbury, a casa Kingston Bagpuize em Oxfordshire, o palácio Wilton House perto de Salisbury em Wiltshire e a Chavenage House em Beverston, no Condado de Gloucester.
A diretora Autumn de Wilde decidiu que o título do filme deveria incluir um ponto final para indicar que se tratava de uma obra de época.

### Música
No filme, Jane Fairfax (interpretada por Amber Anderson) supera Emma ao tocar o terceiro movimento de Piano Sonata No. 12, de Mozart, no fortepiano. Por ser pianista treinada, Anderson teve que reaprender a peça para adaptar sua técnica às tonalidades mais limitadas do instrumento da época.
A sequência de créditos apresenta "Queen Bee", uma música original de Johnny Flynn. Isobel Waller-Bridge pediu a Flynn que escrevesse uma música para o filme. Ele escreveu "Queen Bee" para transmitir a perspectiva de Knightley sobre Emma e a apresentou em um estilo apropriado para a época do filme.
A trilha sonora apresenta muitas gravações a cappella de canções folclóricas de artistas como Maddy Prior e The Watersons. Autumn de Wilde teve uma concepção imediata de que a música do filme estava enraizada na música folclórica. Ela também queria que a partitura orquestral imitasse Pedro e o Lobo, de Sergei Prokofiev, onde cada personagem tinha um tema que os personificava.
Anya Taylor-Joy, Anderson e Flynn cantam na tela do filme. Taylor-Joy explicou que usou um estilo dramático em sua performance de "The Last Rose of Summer" que ela imaginou que Emma Woodhouse usaria para encantar seu público. Anderson e Flynn cantam um dueto de "Drink to Me Only With Thine Eyes", escrita por Ben Jonson no filme durante uma cena do baile.

## Lançamento
O filme estreou no Reino Unido em 14 de fevereiro de 2020, coincidindo com o Dia dos Namorados, e nos Estados Unidos em 21 de fevereiro.
Emma foi lançado digitalmente em 20 de março nos Estados Unidos, Canadá e Reino Unido através de vídeo sob demanda em plataformas de streaming. Isso ocorreu por causa do fechamento de cinemas devido às restrições da pandemia de COVID-19. O filme foi lançado em DVD e Blu-ray em 19 de maio de 2020.

## Recepção

### Bilheteria
Emma arrecadou US$ 10,1 milhões nos Estados Unidos e Canadá e US$ 15,5 milhões em outros territórios, com um total de US$ 25,6 milhões de bilheteria mundialmente. Na América do Norte, o filme arrecadou US$ 230 mil em cinco cinemas no seu fim de semana de estreia com uma média de 46 mil por cinema, a maior arrecadação de 2020 até a data.
Foi lançado mundialmente duas semanas depois, arrecadando US$ 5 milhões em 1.565 cinemas e terminando em sexto lugar nas bilheterias. Seu tempo de bilheteria foi então interrompido pelo fechamento dos cinemas pela pandemia de COVID-19. Na Espanha, arrecadou € 228.000 (US$ 285.000).

### Resposta da crítica
No agregador de críticas Rotten Tomatoes, o filme possui uma aprovação de 86% baseada em 257 críticas, com uma média ponderada de 7,3/10. O consenso dos críticos do site diz: "Outras adaptações podem fazer um trabalho melhor em capturar consistentemente o espírito do romance clássico original, mas os fãs de Jane Austen ainda devem encontrar uma combinação sólida nesta versão de Emma." No Metacritic, Emma recebeu uma média ponderada de 71/100, baseada em 48 críticas, indicando "críticas geralmente favoráveis". O público entrevistado pelo CinemaScore deu ao filme uma nota "B", em uma escala de A+ (maior) a F (menor). No PostTrak, foi relatado que o filme recebeu uma média de 3 de 5 estrelas, com 44% das pessoas entrevistadas dizendo que definitivamente o recomendariam.
Em uma crítica positiva escrita para a Variety, Andrew Barker referiu-se ao filme como uma "obra inteiramente digna" para outras adaptações do romance, embora tenha notado que "dificilmente seria uma versão definitiva".

## Prêmios e indicações
| Premiação                                      | Data                    | Categoria                                                        | Indicado(a)                                 | Resultado | Ref.          |
| ---------------------------------------------- | ----------------------- | ---------------------------------------------------------------- | ------------------------------------------- | --------- | ------------- |
| Academy Awards                                 | 25 de abril de 2021     | Melhor Figurino                                                  | Alexandra Byrne                             | Indicado  | [ 27 ]        |
| Academy Awards                                 | 25 de abril de 2021     | Melhor Maquiagem e Penteados                                     | Marese Langan, Laura Allen & Claudia Stolze | Indicado  | [ 27 ]        |
| British Academy Film Awards                    | 11 de abril de 2021     | Melhor Figurino                                                  | Alexandra Byrne                             | Indicado  | [ 28 ]        |
| Boston Society of Film Critics Awards          | 13 de dezembro de 2020  | Melhor Cineasta Estreante                                        | Autumn de Wilde                             | Vice      | [ 29 ]        |
| Chicago Film Critics Association               | 21 de dezembro de 2020  | Melhor Direção de Arte                                           | Kave Quinn e Stella Fox                     | Indicado  | [ 30 ] [ 31 ] |
| Chicago Film Critics Association               | 21 de dezembro de 2020  | Melhor Figurino                                                  | Alexandra Byrne                             | Venceu    | [ 30 ] [ 31 ] |
| Costume Designers Guild Awards                 | 13 de abril de 2021     | Excelência em Filme de Época                                     | Alexandra Byrne                             | Indicado  | [ 32 ]        |
| Critics' Choice Awards                         | 7 de março de 2021      | Melhor Figurino                                                  | Alexandra Byrne                             | Indicado  | [ 33 ]        |
| Critics' Choice Awards                         | 7 de março de 2021      | Melhor Produção Geral                                            | Kave Quinn e Stella Fox                     | Indicado  | [ 33 ]        |
| Critics' Choice Awards                         | 7 de março de 2021      | Melhor Maquiagem e Penteados                                     | Emma                                        | Indicado  | [ 33 ]        |
| Golden Globe Awards                            | 28 de fevereiro de 2021 | Melhor Atriz em Comédia ou Musical                               | Anya Taylor-Joy                             | Indicado  | [ 34 ]        |
| Golden Trailer Awards                          | 22 de julho de 2021     | Melhor Comercial de Romance para a TV                            | "Gossip", Focus Features                    | Venceu    | [ 35 ]        |
| Golden Trailer Awards                          | 22 de julho de 2021     | Melhor Anúncio de Locução para a TV                              | "Delicious", Focus Features                 | Venceu    | [ 35 ]        |
| Hollywood Critics Association Awards           | 5 de março de 2021      | Melhor Figurino                                                  | Alexandra Byrne                             | Indicado  | [ 36 ]        |
| Hollywood Critics Association Awards           | 5 de março de 2021      | Melhor Produção Geral                                            | Kave Quinn                                  | Indicado  | [ 36 ]        |
| Hollywood Critics Association Midseason Awards | 2 de julho de 2020      | Melhor Fotografia                                                | Emma                                        | Indicado  | [ 37 ] [ 38 ] |
| Hollywood Critics Association Midseason Awards | 2 de julho de 2020      | Melhor Atriz                                                     | Anya Taylor-Joy                             | Indicado  | [ 37 ] [ 38 ] |
| Hollywood Critics Association Midseason Awards | 2 de julho de 2020      | Melhor Diretora Feminina                                         | Autumn de Wilde                             | Vice      | [ 37 ] [ 38 ] |
| Hollywood Critics Association Midseason Awards | 2 de julho de 2020      | Melhor Adaptação de Roteiro                                      | Eleanor Catton                              | Indicado  | [ 37 ] [ 38 ] |
| Satellite Awards                               | 15 de fevereiro de 2021 | Melhor Atriz em Cinema                                           | Anya Taylor-Joy                             | Indicado  | [ 39 ]        |
| Satellite Awards                               | 15 de fevereiro de 2021 | Melhor Figurino                                                  | Alexandra Byrne                             | Indicado  | [ 39 ]        |
| Set Decorators Society of America Awards       | 31 de março de 2021     | Melhor Realização em Decoração/Design de Longa-Metragem de Época | Stella Fox and Kave Quinn                   | Indicado  | [ 40 ]        |
| St. Louis Film Critics Association             | 17 de janeiro de 2021   | Melhor Filme de Comédia                                          | Emma                                        | Indicado  | [ 41 ]        |
| St. Louis Film Critics Association             | 17 de janeiro de 2021   | Melhor Produção Geral                                            | Kave Quinn                                  | Indicado  | [ 41 ]        |